# كابيائينات
الكابيائينات (الاسم العلمي: Cavioidea) هو فوق فصيلة من الحيوانات تتبع رتبة القوارض من طائفة الثدييات.

## فصائل
- الكابيائية وتضم الكابياء والأرنب البري الباتاغوني
- الأغوطية (الاسم العلمي:شردفيات) وتضم الأغوطي والباكا
- الكابيبارية (الاسم العلمي:خنزير الماء) أو خنازير الماء وتضم الكابيبارا
- الباكارانية (الاسم العلمي:باكارانا) وتضم الباكارانا أو الفأر الرهيب

## أجناس
- كابياء صخرية